# Tanec s vlky
Tanec s vlky je americký western z roku 1990, režírovaný hollywoodským hercem a režisérem Kevinem Costnerem.

## Děj
Probíhá americká občanská válka Severu proti Jihu. Voják Severu John Dunbar je za mimořádnou statečnost během bitvy povýšen do důstojnické hodnosti. Krátce po válce je poručík armády Spojených států John Dunbar odvelen do vzdálené vojenské pevnosti v zemi Indiánů. Po svém příjezdu zjistí, že pevnůstka je zcela opuštěná, ale plně v souladu s původním rozkazem zde zůstává a vyčkává příjezdu vojenských posil. Jenže žádné armádní jednotky nepřijíždějí a nepřijíždějí, a tak tráví svůj volný čas různými kratochvílemi. Snaží se ochočit divokého vlka, píše si osobní deník a dostává se i do styku s místním indiánským kmenem. Po prvotní nedůvěře se s Indiány velice sblíží, a tento vztah později přeroste do stavu, z kterého již není návratu. John Dunbar pomalu přijímá život domorodců, zapomene na své rodné občanské jméno i příjmení a používá pouze a výhradně jen své nové indiánské jméno >> Ten, který tančí s vlky <<. Loví bizony, naučí se řeč svého indiánského kmene a ožení se s indiánskou běloškou, která je již od dětství jeho členkou. Jak velice mírumilovně pozvolný byl přerod bílého amerického vojáka v pravého Indiána, o to drastičtější a prudší je jeho následné osobní vystřízlivění, to když do pevnosti konečně dorazí ony dlouho očekávané vojenské posily. Film v podstatě totiž velice názorně předvádí a drsně přibližuje to, co současní etnografové a sociologové dost učeně nazývají oním nepříliš pěkným souslovím multikulturní střet.

## Druhá vlna demýtizace westernu
V devadesátých letech přichází s tímto filmem nová vlna antiwesternů, které se staví proti klasickému pojetí tohoto žánru. První vlna přišla na konci šedesátých a pak hlavně v sedmdesátých letech a dala si za úkol posílit americkou novou vlnu filmařů a kritizovat starosvětský styl života bílých Američanů a jejich slepé vlastenectví. Snad vůbec první vlaštovkou v tomto smyslu byl vynikající film Velká země s Gregory Peckem s Jean Simmonsovou v hlavní roli z roku 1961. V devadesátých letech měl nový typ westernu za úkol tento skomírající žánr oživit. Snímku „Tanec s vlky“ se to povedlo v plné míře. Zatímco v osmdesátých letech western živořil ve stínu popcornové zábavy hollywoodských zlatých dětí (Spielberg a Lucas) a vznikaly nepříliš povedené kousky (např. Pale Rider, 1985), Kevin Costner svým dílem znovu přitáhl k westernu pozornost publika. A také dalších tvůrců. O dva roky později natočil Clint Eastwood film Nesmiřitelní (Unforgiven) a později vznikaly dobrodružné kovbojky jako Pistolnice (1995) či Rychlejší než smrt (1994). Za pozornost stojí i snímky, kdy byla na filmové plátno víceméně věrně přenesena dnes již klasická literární díla čerpající námětově
z nedávné americké historie jako je kupříkladu film Muž se srdcem kovboje či o indiánských válkách dosti zdařile pojednávající snímek Malý velký muž s Dustinem Hoffmanem.

## Costnerovi Indiáni
Tanec s vlky se klasicky zabývá genocidou Indiánů. Jedná se o velké historické trauma dnešních Američanů, které si generace, jež si jej fyzicky nepamatují, snaží pochopit a nějakým způsobem omluvit i nově přiznat. Generace, které již pochopily, že jejich předkové-zakladatelé nebyli tak dokonalí a stateční, jak se v hodinách dějepisu učili, což může být pro tak hrdý národ opravdu nelehké. Tanec s vlky je jednou z takových snah a dále také snahou o pochopení původní indiánské kultury. Costner své hodné Indiány líčí plně v souladu s duchem dnešní doby, tedy coby lidi mírumilovné, žijící s přírodou a vykořisťované bílými přistěhovalci. Ovšem ani tento snímek není tak prvoplánově černobílý, jak by se mohlo zdát. Zpočátku nám vojenský život bílých lidí přijde vcelku „normální“. Je krutý, tak jak jsme u vojáků dodnes zvyklí, nicméně kromě toho i zde vystupuje několik přátelských postav. Na konci snímku, kdy bylo vyobrazeno, jak probíhá život u ideálních Indiánů, jsou však američtí vojáci už jen zosobněním nelidského zla a osobní tuposti. Na druhou stranu je zde stylizovaně vyobrazen i jiný, opravdu zlý a agresivní indiánský kmen, jenž plně kolaboruje s americkou armádou. Film svým osobitým způsobem upozorňuje na fakt, že za genocidu amerických Indiánů nebyli v minulosti odpovědní pouze a výhradně noví osadníci – zde v roli dosti pochybných kolonizátorů. Costnerův film opět po mnoha letech otevřel Američanům staré rány a donutil je, aby se po mnoha desetiletích hollywoodské lunaparkové jízdy opět v kinech pořádně zamysleli nad svojí vlastní národní minulostí i národní kulturou.